# Rantzwiller
Rantzwiller là một xã ở tỉnh Haut-Rhin trong vùng Grand Est ở đông bắc Pháp. Xã này có diện tích 5,47 km², dân số năm 1999 là 798 người. Khu vực này có độ cao 300 mét trên mực nước biển.